# عیشان (روستا)
 عیشان  (در عربی:  عَیشان )
نام روستایی است در دهستان ذُوعَید از توابع استان مَحویت در کشور یمن در شبه جزیره عربستان.

## جمعیت
جمعیت آن (۱۰۷) نفر (۱۲ خانوار) می‌باشد.